# Zélandais
« Zeeuws » et « Zeêuws » redirigent ici. Pour les autres significations, voir De Zeeuw.
Le zélandais (en zélandais Zeêuws, en néerlandais Zeeuws) est une langue régionale parlée aux Pays-Bas, dans la province de Zélande et dans l'île de Goeree-Overflakkee (province de Hollande-Méridionale).
Habituellement considéré comme un dialecte du néerlandais, le zélandais présente avec ce dernier des différences notables, principalement au niveau de la prononciation, mais aussi dans la grammaire et le vocabulaire ; cela conduit à les différencier nettement et à rendre le zélandais difficilement compréhensible par la plupart des néerlandophones. 

## Dialectes

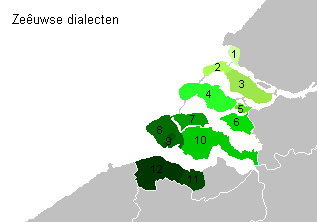
L'aire de répartition des dialectes zélandais :
1. Oostvoorns
2. Goerees
3. Flakkees
4. Schouwen-Duivelands
5. Philipslands
6. Thools
7. Noord-Bevelands
8. Walchers
9. Burgerzeeuws
10. Zuid-Bevelands
11. Land-van-Axels
12. Land-van-Cadzands

## Codification
- code de langue IETF : zea